# Marche aux flambeaux
 (décembre 2015).
- Si vous ne connaissez pas le sujet, laissez ce bandeau (vous pouvez alors contacter les auteurs).
- Si vous supprimez le contenu mis en cause (vous pouvez préalablement contacter les auteurs),

argumentez précisément cette suppression dans la page de discussion
(un manque de référence n'est pas un argument ; une recherche réelle de référence doit avoir été effectuée, être formellement documentée).

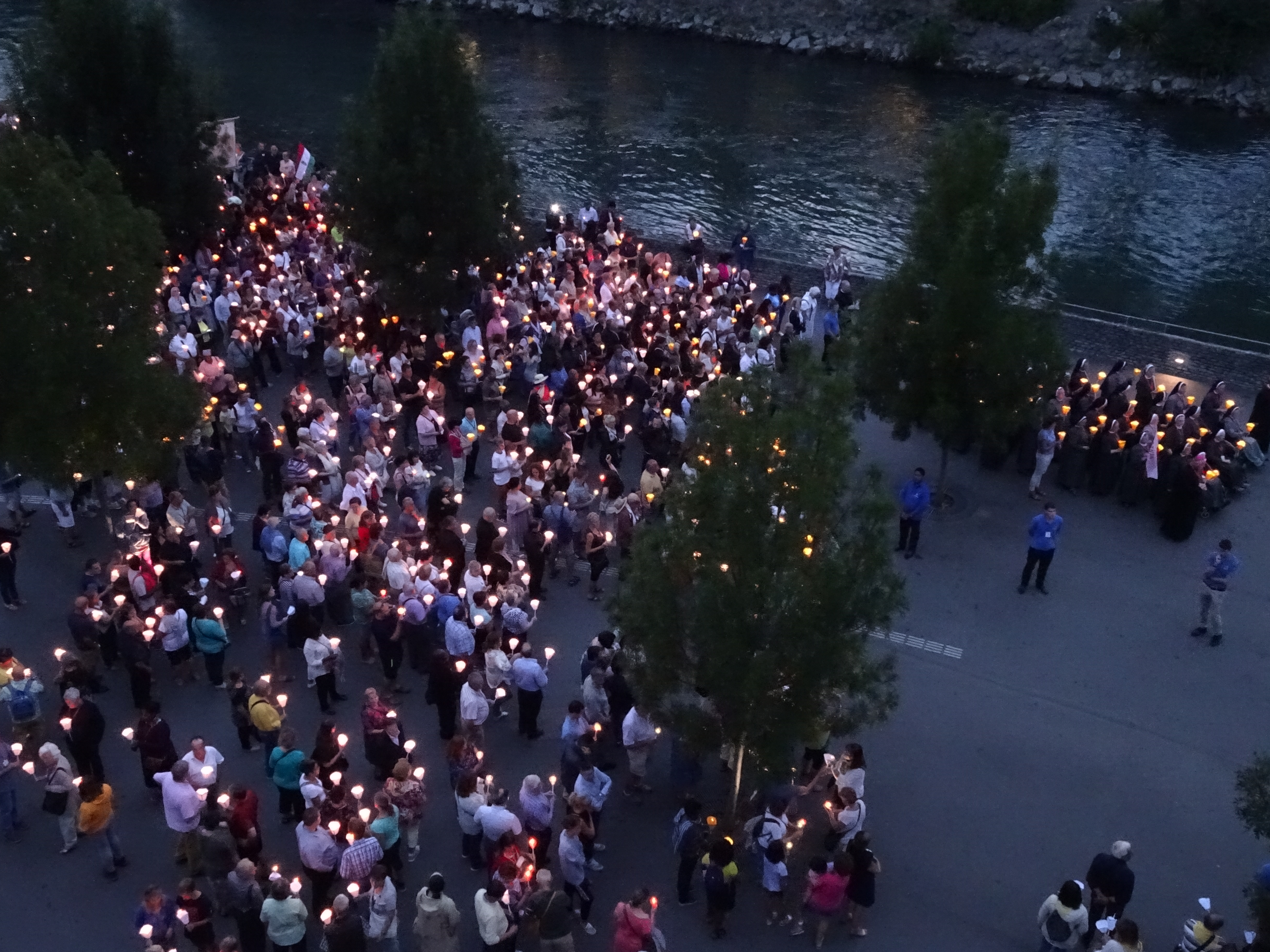
Soir de pèlerinage à Lourdes.

La marche aux flambeaux ou retraite aux flambeaux ou procession aux flambeaux est un défilé nocturne au cours duquel les participants tiennent à la main des torches ou des lanternes multicolores.
D'inspiration populaire, parfois à caractère patriotique, religieux ou militaire, ce regroupement peut prendre, dans ce dernier cas, la forme d'un défilé de troupes accompagné par des musiques militaires.

Ces manifestations festives se rencontrent dans de nombreux pays, comme la célèbre fête des lanternes en Chine liée au Nouvel an, ou la Ndocciata, célébrée dans la cité italienne d'Agnone la veille de Noël (ndocce signifie torches).
La marche ou retraite aux flambeaux est souvent associée à la veillée, ou vigile, généralement éclairée par des luminions, mais ces manifestations sont statiques.

## Manifestation religieuse
Dans le cadre de certaines dévotions religieuses, le culte peut comprendre des défilés nocturnes à la lueur de cierges ou de lampions accompagnés de chants. L'un des plus populaires est la procession mariale organisée par le sanctuaire de Lourdes en France, qui prend la forme d'une retraite aux flambeaux à la tombée de la nuit.
Une manifestation semblable a lieu au sanctuaire de Fátima au Portugal depuis 1966, appelée procissão das vêlas, notamment célébrée la nuit du 12 au 13 mai, commémorant la première apparition mariale de Fátima en 1917.

## Manifestation patriotique

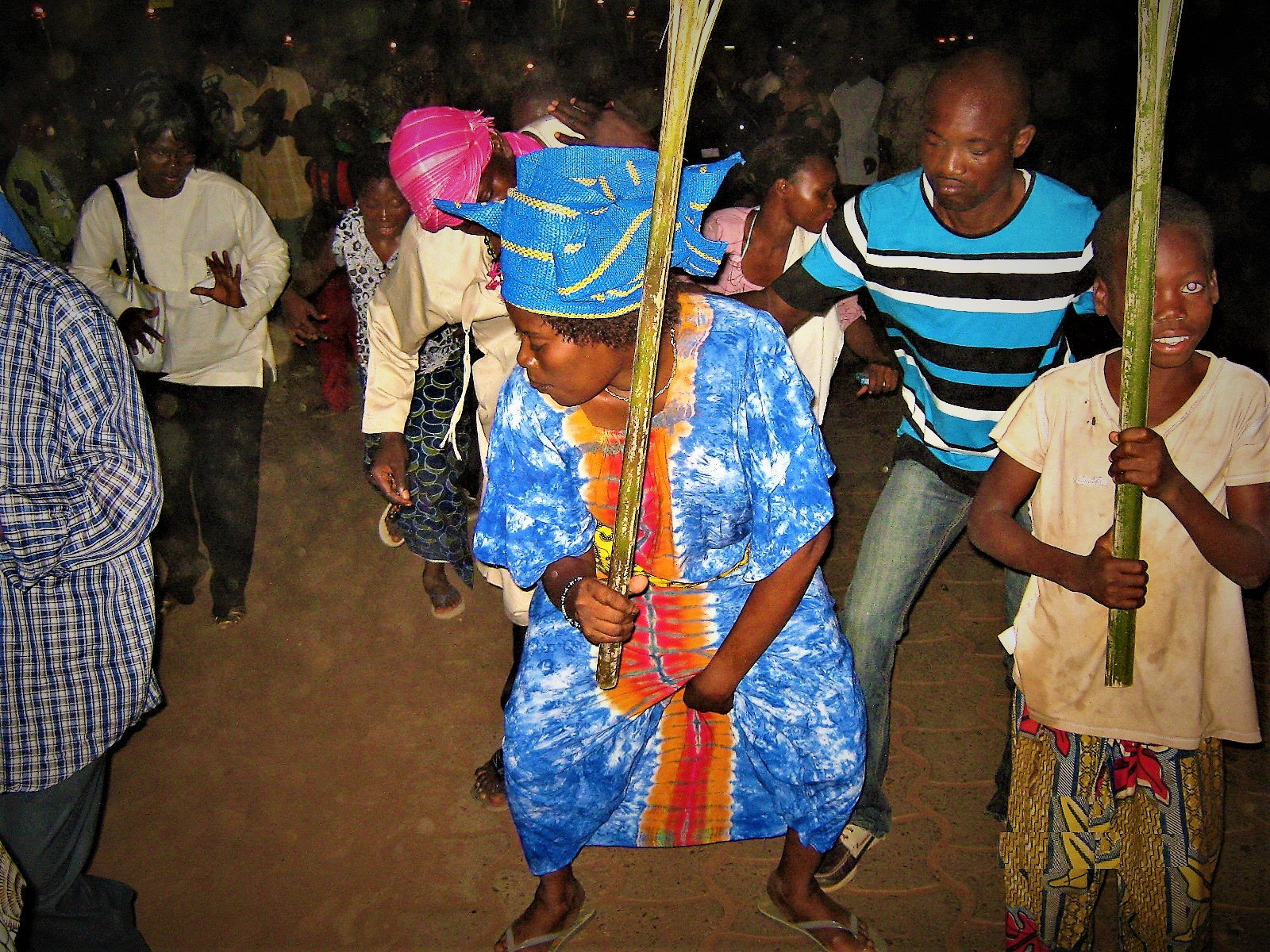
Une femme qui danse à la lumière des flambeaux à la veille d'un forum de la jeunesse à Dangbo, au Bénin. vu en 2009

En France, l'utilisation de retraites aux flambeaux dans le cadre de la fête nationale remonte à la IIIe République, et elle s'inscrit dans la volonté d'ancrer la célébration du 14 juillet dans le souvenir de la prise de la Bastille, rappelant les flambeaux que portaient les émeutiers. Cette réminiscence est aujourd'hui souvent assurée par un feu d'artifice et les lampions des bals populaires.

## Manifestation extrémiste

### Ku Klux Klan
Le Ku Klux Klan, fondé en 1866 dans l'État du Tennessee, pratiquaient dès ses débuts des rituels comme des marches au flambeau, avec des robes et cagoules blanches ornées de signes astrologiques. Les marches au flambeaux continuent de se dérouler principalement lors du White Christian Heritage Festival à Pulaski.

### Nazis

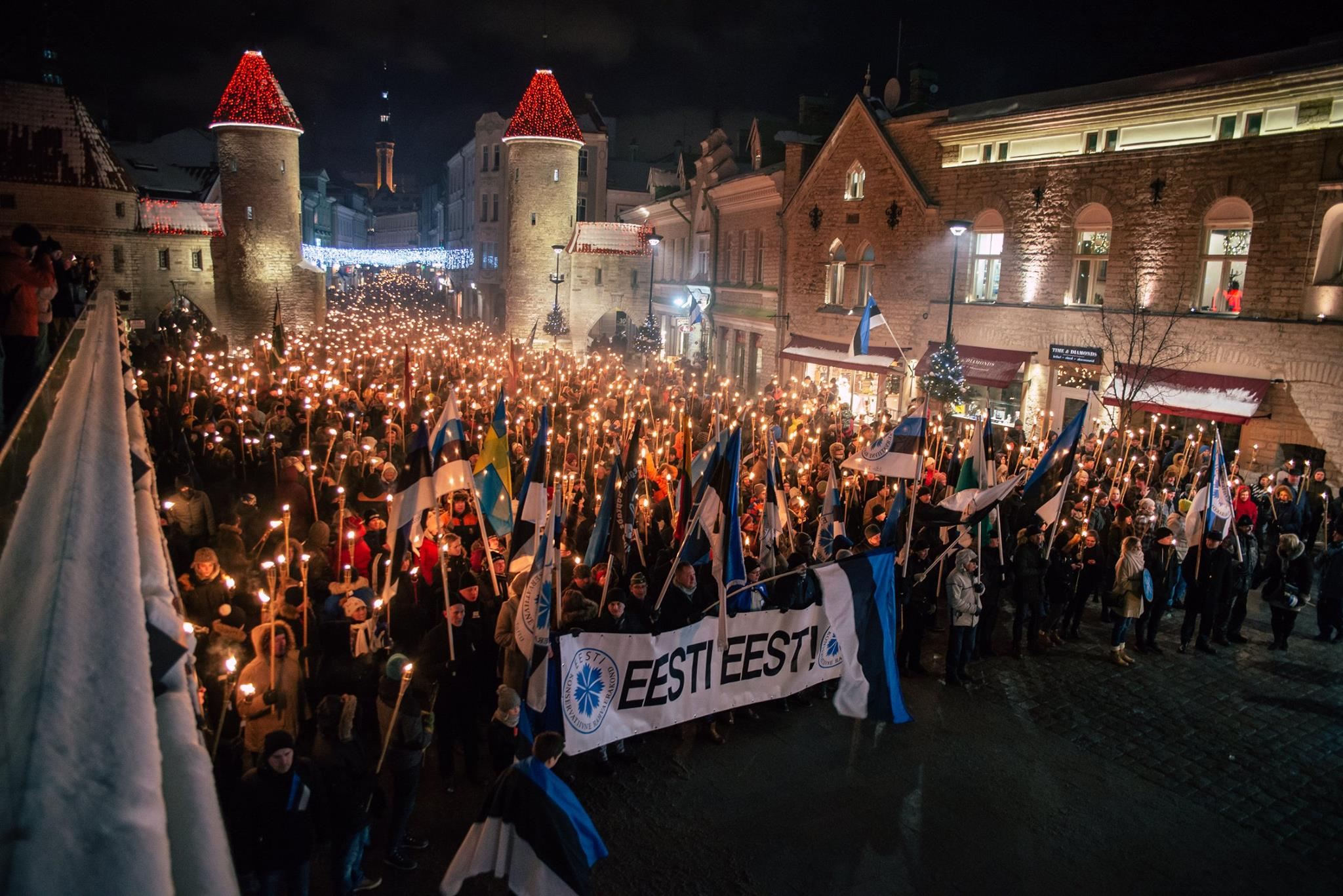
Nationalistes estoniens lors de la marche annuelle dans la vieille ville de Tallinn.

Le soir du 30 janvier 1933, Goebbels improvise une marche aux flambeaux des SA dans les rues de Berlin pour faire une démonstration de force. Cette marche se déroule de 19 heures à minuit, à partir de la résidence d'Hindenburg à la Wilhelmstrasse, jusqu'à l'hôtel Kaiserhof où résidait Hitler. 
Le 10 mai 1933, une marche aux flambeaux dans les rues se forme sur la place Hegel derrière l'université Humboldt avant de s'avancer le long de l'île aux Musées jusqu'à la maison des étudiants dans la rue Oranienburg, où un gigantesque autodafé est organisé.

### Extrême droite ukrainienne
Le 1er janvier 2014, le parti d'extrême droite Svoboda organise une marche aux flambeaux pour célébrer le 105e anniversaire de Stepan Bandera. Pour cette occasion, des manifestants ont porté les uniformes de la division SS Galicie qui a collaboré et combattu avec les nazis. 
Le 1er janvier 2015, à l'appel des partis nationalistes secteur droit, Svoboda et du régiment Azov, une marche aux flambeaux a été organisé pour une manifestation pour commémorer la naissance de Stepan Bandera.
Efraim Zuroff, directeur du centre Simon Wiesenthal déclare à propos de cette marche, qu'elle sert « à cacher ou minimiser le rôle des collaborateurs nazis locaux dans les crimes de l'Holocauste ; promouvoir le bobard de l'équivalence entre les crimes des nazis et des communistes ; et glorifier les combattants anticommunistes, qui étaient des collaborateurs locaux nazis qui ont participé aux crimes de la Shoah. »